# 毛豆腐
毛豆腐是一种将豆腐发酵腌制而成的食品，其中以古徽州一带的毛豆腐最为闻名。

## 简介
中国明朝李日华《蓬栊夜话》记载：“黟县人喜于夏秋间醢腐，令变色生毛随拭去之，俟稍干投沸油中灼过，如制馓法，漉出，以他物芼烹之，云有海中鲍鱼之味。”这是对徽州毛豆腐最早的文字记载。
将毛霉菌接种到豆腐上，经过发酵，豆腐表面生长出白毛即成为毛豆腐，一般煎炸后食用。如进一步加工，加入红曲米、红油等材料，可制成腐乳。